# Giro d'Italia de 1995
Giro d'Italia 1995 foi a septagésima oitava edição da prova ciclística Giro d'Italia (Corsa Rosa), realizada entre os dias 13 de maio e 4 de junho de 1995.
A competição foi realizada em 22 etapas com um total de 3.737 km.
O vencedor foi o ciclista suiço Tony Rominger. Largaram 198 ciclistas, e o vencedor conclui a prova com a velocidade média de 38,264 km/h.

## Etapas
| Etapa | Data    | Percurso                                          | type                      | Distância (km) | Vencedor            | Líder geral       |
| ----- | ------- | ------------------------------------------------- | ------------------------- | -------------- | ------------------- | ----------------- |
| 1     | 18 mai. | Atenas – Atenas                                   | etapa plana               | 170            | Silvio Martinello   | Silvio Martinello |
| 2     | 19 mai. | Elêusis – Lepanto                                 | etapa plana               | 231            | Glenn Magnusson     | Silvio Martinello |
| 3     | 20 mai. | Missolonghi – Janina                              | etapa plana               | 188            | Giovanni Lombardi   | Stefano Zanini    |
| 4     | 22 mai. | Ostuni – Ostuni                                   | etapa plana               | 147            | Mario Cipollini     | Silvio Martinello |
| 5     | 23 mai. | Metaponto – Crotone                               | etapa plana               | 188            | Ángel Edo           | Silvio Martinello |
| 6     | 24 mai. | Crotone – Catanzaro                               | alta montanha             | 176            | Pascal Hervé        | Pascal Hervé      |
| 7     | 25 mai. | Amantea – Massiccio del Sirino                    | alta montanha             | 164            | Davide Rebellin     | Davide Rebellin   |
| 8     | 26 mai. | Polla – Nápoles                                   | etapa plana               | 135            | Mario Cipollini     | Davide Rebellin   |
| 9     | 27 mai. | Nápoles – Fiuggi                                  | alta montanha             | 184            | Enrico Zaina        | Davide Rebellin   |
| 10    | 28 mai. | Arezzo – Prato                                    | alta montanha             | 155            | Rodolfo Massi       | Davide Rebellin   |
| 11    | 29 mai. | Prato – Marina di Massa                           | etapa plana               | 130            | Mario Cipollini     | Davide Rebellin   |
| 12    | 30 mai. | Aulla – Loano                                     | etapa plana               | 195            | Fabiano Fontanelli  | Davide Rebellin   |
| 13    | 31 mai. | Loano – Prato Nevoso                              | alta montanha             | 115            | Pavel Tonkov        | Pavel Tonkov      |
| 14    | 1 jun.  | Basilica Shrine of Our Lady of Mondovi – Briançon | alta montanha             | 202            | Pascal Richard      | Pavel Tonkov      |
| 15    | 2 jun.  | Briançon – Aosta                                  | etapa plana               | 235            | Gianni Bugno        | Pavel Tonkov      |
| 16    | 3 jun.  | Aosta – Lausana                                   | alta montanha             | 180            | Alexandr Gonchenkov | Pavel Tonkov      |
| 17    | 4 jun.  | Lausana – Biella                                  | alta montanha             | 236            | Nicolaj Bo Larsen   | Pavel Tonkov      |
| 18    | 5 jun.  | Meda – Vicenza                                    | etapa plana               | 221            | Mario Cipollini     | Pavel Tonkov      |
| 19    | 6 jun.  | Vicenza – Marostica                               | contrarrelógio individual | 62             | Evgeni Berzin       | Pavel Tonkov      |
| 20    | 7 jun.  | Marostica – Passo Pordoi                          | alta montanha             | 220            | Enrico Zaina        | Abraham Olano     |
| 21    | 8 jun.  | Cavalese – Aprica                                 | alta montanha             | 250            | Ivan Gotti          | Pavel Tonkov      |
| 22    | 9 jun.  | Sondrio – Milão                                   | etapa plana               | 176            | Serguei Outschakov  | Pavel Tonkov      |